# Hipótesis del Egipto Negro
La hipótesis del Egipto Negro afirma que el antiguo Egipto era una civilización predominantemente negra, tal y como se entiende actualmente el término en la percepción étnica moderna americana. Incluye un enfoque particular en la identificación de los vínculos con las culturas subsaharianas y el cuestionamiento de la raza de determinados personajes importantes de la época dinástica, incluyendo Tutankamón, el rey representado en la Gran Esfinge de Guiza, y la reina ptolemaica griega Cleopatra.
La hipótesis se considera como una teoría marginal. Los eruditos convencionales rechazan la noción de que Egipto era una civilización negra (o blanca); sostienen que, a pesar de la diversidad fenotípica de los egipcios antiguos y actuales, la aplicación de nociones modernas de razas negra o blanca al antiguo Egipto es anacrónica. Además, los eruditos rechazan la noción, implícita en la hipótesis del Egipto negro, de que el Antiguo Egipto era racialmente homogéneo; en cambio, el color de la piel variaba entre los pueblos del Bajo Egipto, el Alto Egipto y Nubia, quienes en varias épocas llegaron al poder en el Antiguo Egipto. Una hipótesis alternativa es la teoría de la raza dinástica, sobre un origen mesopotámico de los egipcios.
En el simposio sobre el poblamiento del antiguo Egipto y el desciframiento de la escritura meroítica de la UNESCO, celebrado en El Cairo en 1974, la hipótesis del Egipto Negro se encontró con un profundo desacuerdo. Casi todos los participantes concluyeron que la antigua población egipcia era indígena del valle del Nilo, y estaba compuesta por personas del norte y del sur del Sahara que se diferenciaban por su color. En 2017, un estudio genético de momias del norte de Egipto (cerca del El Cairo actual) mostró que los antiguos egipcios tenían mayor parecido con las poblaciones modernas de Oriente Medio (árabe, levantina y de Anatolia), y tenían significativamente más parecido con los europeos del sureste que con los africanos subsaharianos. Otros estudios genéticos muestran niveles mucho mayores de ascendencia del África subsahariana en las poblaciones actuales del sur que en las del norte de Egipto, y anticipan que las momias del Alto Egipto (sur) contendrían mayores niveles de ascendencia del África subsahariana que las momias del Bajo Egipto.

## Historia
Algunos eruditos modernos como W. E. B.Du Bois, Chancellor Williams, Cheikh Anta Diop, John G. Jackson, Ivan van Sertima, Martin Bernal y Segun Magbagbeola han apoyado la teoría de que la antigua sociedad egipcia era principalmente negra. La frecuentemente criticada Journal ef African Civilizations (revista de civilizaciones africanas) ha defendido continuamente que Egipto debería ser visto como una civilización negra.
El debate fue popularizado a lo largo del siglo XX por los académicos mencionados, con muchos de ellos usando los términos "negro", "africano" y "egipcio" indistintamente, a pesar de lo que Frank Snowden llama "copiosas pruebas antiguas de lo contrario". En el simposio sobre el poblamiento del antiguo Egipto y el desciframiento de la escritura meroítica de la UNESCO celebrado en el Cairo en 1974, la hipótesis del Egipto Negro se encontró con un profundo desacuerdo. Aunque los dos defensores de la hipótesis del Egipto Negro presentaron lo que G. Mokhtar denominó como evidencia "extensa" y "minuciosamente investigada" para respaldar sus opiniones que contrastaban fuertemente con los puntos de vista predominantes sobre la sociedad egipcia antigua.
Casi todos los participantes concluyeron que la población egipcia antigua era indígena del valle del Nilo, y estaba compuesta por gente del norte y del sur del Sahara que se diferenciaban por su color. Diop y otros creían que las opiniones predominantes estaban alimentadas por el racismo científico y basadas en una erudición deficiente.

## Posición de la erudición moderna
Desde la segunda mitad del siglo XX, la mayoría de los eruditos han sostenido que aplicar las nociones modernas de raza al antiguo Egipto es anacrónico. El enfoque de algunos expertos que estudian biología de poblaciones ha sido considerar si los antiguos egipcios eran principalmente norteafricanos biológicamente, en lugar de considerar la raza a la que pertenecían. En 2008, S. O. Y. Keita escribió que "No hay razón científica para creer que los antepasados primarios de la población egipcia emergieran y evolucionaran fuera del noreste de África...El perfil genético general básico de la población moderna es consistente con la diversidad de las poblaciones antiguas que habrían sido indígenas del noreste de África y estarían sujetas a la gama de influencias evolutivas con el tiempo, aunque los investigadores difieren en los detalles de sus explicaciones sobre esas influencias". Stuart Tyson Smith escribe en la enciclopedia Oxford 2001 sobre el antiguo Egipto que "Cualquier caracterización de la raza de los antiguos egipcios depende de definiciones culturales modernas, no del estudio científico.
Un estudio publicado en 2017 describió la extracción y análisis del ADN de 151 individuos momificados del antiguo Egipto, cuyos restos fueron recuperados de Abusir el-Meleq de la gobernación de El Cairo. Los científicos dijeron que la obtención de ADN bien conservado y no contaminado de momias ha sido un problema en este campo y que estas muestras proporcionaron "el primer conjunto de datos fiables obtenido de los antiguos egipcios usando métodos de secuenciación de ADN de alto rendimiento". El estudio mostró que los antiguos egipcios tenían un mayor parecido con las poblaciones modernas de Oriente Medio (árabe, levantina y de Anatolia), y tenían significativamente más parecido con los europeos del sureste que con los africanos subsaharianos. Sin embargo, hubo un pequeño componente del África subsahariana en la ascendencia de las tres momias examinadas: "las estimaciones absolutas de ascendencia africana utilizando estos dos métodos en los tres individuos antiguos oscilan entre el 6 y el 15 %". Este nivel de ascendencia del África subsahariana es significativamente más bajo que el de los egipcios modernos de Abusir, que "oscilan entre el 14 y el 21 %". Los autores del estudio advirtieron que las muestras de las momias, que fueron tomadas de una región que (aunque técnicamente forma parte del Medio Egipto) está geográficamente en el extremo norte de Egipto, no pueden ser representativas del Antiguo Egipto en su conjunto. Los estudios genéticos contemporáneos muestran niveles mucho mayores de ascendencia del África subsahariana en las poblaciones actuales del sur que en las del norte de Egipto. En sus poblaciones de referencia para su estudio genográfico de ADN, National Geographic afirmó que el 68 % de los egipcios modernos proceden de la etnia norteafricana, con invasiones extranjeras que tienen poco efecto en la mayoría de la genética de los egipcios modernos. Otros grupos étnicos que completan a los egipcios modernos fueron los del suroeste de Asia y el Golfo Pérsico con un 17 %, la diáspora judía con un 4 %, Asia Menor con un 3 %, África Oriental con un 3 % y Europa del Sur con un 3 %.

## Historiadores griegos
El modelo africano negro se basó en gran medida en la interpretación de los escritos de los historiadores clásicos. Varios historiadores griegos antiguos señalaron que los egipcios tenían un aspecto "melanchroes". Hay considerable controversia sobre la traducción de melanchroes. La mayoría de los eruditos lo traducen como negro. Alan B Lloyd escribió que "no hay justificación lingüística para relacionar esta descripción con los negros. Melanchroes podría denotar cualquier color de bronceado a negro y los negros no son el único tipo físico que muestra cabello rizado. Estas características ciertamente se encontrarían en muchos Egs [egipcios], antiguos y modernos, pero están en desacuerdo con lo que deberíamos esperar entre los habitantes del área del Cáucaso. Algunos de los historiadores más citados son Estrabón, Diodoro Sículo y Heródoto.
Heródoto afirma en algunos pasajes que los egipcios eran negros/oscuros. Según la mayoría de traducciones, Heródoto afirma que se sabía que un oráculo griego provenía de Egipto porque era "negro", que los nativos de la región del Nilo son "negros por el calor ", y que los egipcios eran "de piel negra con pelo lanoso". Lucian observa a un niño egipcio y nota que no es simplemente negro, sino que tiene los labios gruesos. Diodoro Sículo mencionó que los aetiopianos consideraban a los egipcios como una colonia. Apolodoro, un griego, llama a Egipto el país de los de los pies negros. Esquilo, un poeta griego, escribió que los marineros egipcios tenían "extremidades negras ". Los griegos a veces se referían a los egipcios como aetiopianos – no se deben confundir con los habitantes de la nación moderna de Etiopía que en su lugar eran llamados abisinios o habesha y su tierra como Abisinia. Gaston Maspero afirma que "por el testimonio casi unánime de los antiguos historiadores [griegos], ellos [antiguos egipcios] pertenecían a la raza africana que se asentó en Etiopía". Simson Najovits afirma que Heródoto "dejó claras distinciones étnicas y nacionales entre aigyptios (egipcios) y los pueblos a los que los griegos llamaron aithiops (etíopes)".Muchos eruditos (Aubin, Heeren, Davidson, Diop, Poe, Welsby, Celenko, Volney, Montet, Bernal, Jackson, Dubois, Estrabón), antiguos y modernos, regularmente citan a Heródoto en sus obras sobre el valle del Nilo. Algunos de estos eruditos (Weluso, Heeren, Aubin, Diop, etc.) mencionan explícitamente la fiabilidad del trabajo de Heródoto en el valle del Nilo y demuestran la corroboración de los escritos de Heródoto por los eruditos modernos. Welsby dijo que "la arqueología confirma gráficamente algunas de las observaciones de Heródoto". A.H.L. Heeren (1838) citó a Heródoto a lo largo de su trabajo y proporcionó la corroboración de los estudiosos de su época con respecto a varios pasajes (fuente del Nilo, ubicación de Meroe, etc.). Para avanzar en su trabajo sobre los egipcios y asirios, Aubin utiliza los apuntes de Heródoto en varios pasajes y defiende la posición de Heródoto contra los eruditos modernos. Aubin dijo que Heródoto fue "el autor de la primera historia narrativa importante del mundo" y que Heródoto "visitó Egipto". Diop proporciona varios ejemplos (p. ej., las inundaciones del Nilo) que afirma que apoyan su opinión de que Heródoto era "muy escrupuloso, objetivo, científico para su época".Diop también afirma que:
Heródoto "siempre distingue cuidadosamente entre lo que ha visto y lo que se le ha dicho"; "Hay que admitir que al menos era capaz de reconocer el color de la piel de los habitantes". "Para todos los escritores que precedieron a las falsificaciones ridículas y atroces de la egiptología moderna, y los contemporáneos de los antiguos egipcios (Heródoto, Aristóteles, Diodoro, Estrabón y otros), la identidad negra del egipcio era un hecho evidente". Snowden afirma que Diop "no solo deforma sus fuentes clásicas sino que también omite la referencia a autores griegos y latinos que expresamente llaman la atención sobre las diferencias físicas entre egipcios y etíopes". Diop también afirma que Estrabón corroboró las ideas de Heródoto sobre los egipcios negros, etíopes y colcos. Sobre la afirmación de Heródoto de que el Faraón Sesostris hizo campaña en Europa, y que dejó una colonia en Cólquida, Fehling afirma que "no hay el más mínimo rastro en la historia detrás de esa versión". Muchos eruditos consideran que las obras de Heródoto son poco fiables como fuentes históricas.
Fehling escribe sobre "un problema reconocido por todos", es decir, que mucho de lo que Heródoto nos dice no debe interpretarse en sentido literal. Sparks escribe que "en la antigüedad, Heródoto había adquirido la reputación de ser poco fiable, parcial, parsimonioso en su alabanza a los héroes, y mendaz". Najovits escribe que "las fantasías e imprecisiones de Heródoto son legendarias". Voltaire y Hartog describen a Heródoto como el "padre de la mentira". La fiabilidad de Heródoto es particularmente criticada al escribir sobre Egipto. Alan B. Lloyd afirma que, como documento histórico, los escritos de Heródoto son seriamente defectuosos, y que estaba trabajando con "fuentes inadecuadas". Nielsen escribe que: "Aunque no podemos descartar completamente la posibilidad de que Heródoto hubiera estado en Egipto, hay que decir que su narración da poco testimonio de ello". Fehling afirma que Heródoto nunca viajó por el río Nilo, y que casi todo lo que dice acerca de Egipto y Aetiopía es dudoso.
Los partidarios de la teoría negra ven a los aetiopianos y egipcios como individuos racial y culturalmente similares, mientras que otros creían que los antiguos egipcios y aetiopianos eran dos grupos étnicos distintos. Este es uno de los argumentos más populares y controvertidos de esta teoría. Snowden menciona que los griegos y los romanos conocían la existencia de "negros de una tez roja de color cobre...entre tribus africanas", y que los defensores de la teoría negra creían que la agrupación racial negra era lo suficientemente completa como para absorber las imágenes de piel roja y negra en la iconografía egipcia antigua. El africano británico Basil Davidson declaró: "El hecho de que los antiguos egipcios fueran tan negros o con un color de piel tan marrón como otros africanos puede seguir siendo una cuestión de disputa emotiva; probablemente, fueran ambos. Sus propias convenciones artísticas los pintaban rosados, pero las imágenes de sus tumbas muestran que a menudo se casaban con reinas que eran completamente negras, siendo del sur: mientras los escritores griegos informaban que eran muy similares a todos los otros africanos que los griegos conocían".

## Muestras de melanina
Durante su estancia en la Universidad de Dakar, Diop utilizó el análisis microscópico de laboratorio para medir el contenido de melanina de muestras de piel de varias momias egipcias (de las excavaciones de Mariette).Los niveles de melanina encontrados en la dermis y la epidermis de esa pequeña muestra llevaron a Diop a clasificar a todos los antiguos egipcios como "incuestionablemente entre las razas negras".
En la conferencia de la UNESCO, Diop invitó a otros estudiosos a examinar las muestras de piel. Diop también afirmó que los egipcios compartían el tipo de sangre "B" con los africanos negros. Sin embargo, los otros estudiosos del simposio rechazaron la teoría negro-egipcia de Diop.

## Lengua
Cheikh Anta Diop y el Théophile Obenga intentaron vincular lingüísticamente a Egipto y África, argumentando que la lengua egipcia antigua estaba relacionada con el Wolof nativo de Diop (Senegal). El trabajo de Diop fue bien recibido por el orden político en la fase de formación poscolonial del estado de Senegal y por el movimiento panafricanista, pero fue rechazado por la erudición dominante.
Al redactar esa sección del informe del Simposio de la UNESCO, Diop afirmó que los informes lingüísticos de Diop y Obenga habían alcanzado una gran medida de acuerdo y eran considerados como "muy constructivos ". Sin embargo, en la discusión de los mismos en la obra Civilizaciones antiguas de África, Volumen 2, el editor ha insertado una nota al pie de página indicando que estas son meramente opiniones de Diop y que no fueron aceptadas por todos los expertos participantes. En particular, el profesor Abdelgadir M. Abdalla dijo que "los ejemplos lingüísticos dados por el profesor Diop no eran ni convincentes ni concluyentes".

## Prácticas culturales
Según Diop, los historiadores están de acuerdo en general en que los aetiopianos, egipcios, colquianos y personas del Levante Sur estaban entre las únicas personas en la Tierra que practicaban la circuncisión, lo que confirma sus afiliaciones culturales, si no su afiliación étnica. El estilo egipcio de la circuncisión (adolescente) era diferente al que se utilizaba en otras partes del mundo, pero similar al que se practicaba en todo el continente africano. "Escritos antiguos hablan sobre la circuncisión (egipcia) en términos religiosos" y una tumba de la dinastía VI muestran que la circuncisión era realizada por un "sacerdote en lugar de un médico". "La práctica de la circuncisión por las autoridades religiosas, en lugar de las médicas, sigue siendo común en toda África hoy en día". Además, tanto en el antiguo Egipto como en la África moderna, los jóvenes eran circuncidados en grandes grupos.
La circuncisión se empezó a practicar en Egipto en una fecha muy temprana. Strouhal menciona que "la primera evidencia arqueológica de la circuncisión se encontró en el valle del Nilo meridional y data del período Neolítico, hace unos 6000 años". Se citan como prueba los restos de individuos circuncidados. Del mismo modo, Doyle afirma: "Ahora se cree que los egipcios adoptaron la circuncisión mucho antes" (que la fecha confirmada 2400 a. C.), "de los pueblos que viven más al sur en lo que hoy es Sudán y Etiopía, donde se sabe que los pueblos de piel oscura han practicado la circuncisión". Esta prueba sugiere que la circuncisión se practicó en la península árabe "desde donde, en el cuarto milenio a. C., dos grupos de personas emigraron a lo que hoy llamamos Irak. Estos fueron los sumerios y, poco después, los semitas, los antepasados de los hebreos".

## El bíblico Cam, la negrura y los descendientes de Cam
Según Diop, Bernal y otros estudiosos, "Cam era el antepasado de los negros y egipcios". Según Bernal, "la interpretación talmúldica de que la maldición de Cam (el padre de Canaán y Mizraim, Egipto) era la negrura se extendió en el siglo XVII". Cam era el padre de Mizraim (la palabra hebrea para Egipto), Fut, Cus, y Canaán. Para Diop, Cam significa "calor, negro, quemado" en hebreo, una etimología que se hizo popular en el siglo XVIII. Cus se identifica con seguridad con la África negra.
Además, "Si los egipcios eran negros, hijos de Cam... no es por casualidad que esta maldición sobre el padre de Mizraim, Put, Cus, y Canaán, cayera solo sobre Canaán". Una revisión de David Goldenberg de La maldición de Cam: Raza y esclavitud en el judaísmo temprano, el cristianismo y el islam, afirma que Goldenberg "argumenta de modo convincente que el nombre bíblico Cam no tiene ninguna relación en absoluto con la noción de negrura, y a partir de ahora es de etimología desconocida".

## Kemet
Los antiguos egipcios se referían a su patria como Kmt (declarado convencionalmente como Kemet). Según Diop, los egipcios se referían a sí mismos como "negros" o kmt, y km era la raíz etimológica de otras palabras, como Kam o Cam, que se refieren a los negros en la tradición hebrea. Diop, William Leo Hansberry, Aboubacry Moussa Lam y otros partidarios de la hipótesis del Egipto Negro han argumentado que el nombre kmt o Kemet se deriva del color de la piel de la gente del valle del Nilo, que Diop et al. afirman que era negro.
La afirmación de que los antiguos egipcios tenían piel negra se ha convertido en una piedra angular de la historiografía afrocéntrica, pero es rechazada por la mayoría de los egiptólogos. Los principales eruditos sostienen que kmt significa "la tierra negra" o "el lugar negro", y que esta es una referencia a la tierra negra y fértil que fue arrastrada desde África Central por la inundación anual del Nilo. Por el contrario, el desierto estéril fuera de los estrechos confines del curso de agua del Nilo se llamaba dšrt (declarado convencionalmente deshereda) o "la tierra roja". El diccionario conciso del egipcio medio de Raymond Faulkner traduce kmt como "egipcios", Gardiner lo traduce como "la tierra negra, Egipto".
En el Simposio de la UNESCO en 1974, los profesores Sauneron, Obenga y Diop concluyeron que KMT y KM significaban negro. Sin embargo, el profesor Sauneron aclaró que los egipcios nunca utilizaron el adjetivo kmtyw para referirse a los diversos pueblos negros que conocían, sólo lo utilizaron para referirse a sí mismos.

## Arte antiguo
Diop vio la representación de los negros en el arte y la iconografía egipcios en toda la historia egipcia. Los estudiosos de la Universidad de Chicago afirman que el pigmento de la piel utilizado en las pinturas egipcias para referirse a los nubios puede variar "del rojo oscuro, al marrón y al negro". Esto se puede observar en pinturas de la tumba del egipcio Huy, así como en el templo de Ramsés II en Beit el-wali.
Además, Snowden indica que Estacio habló de "etíopes rojos" y los romanos tenían un conocimiento preciso de "negros de una tez roja de color cobre... entre las tribus africanas". Los profesores Vercoutter, Ghallab y Leclant declararon que "la iconografía egipcia, desde la dinastía XVIII en adelante, mostraba representaciones características de personas negras que no habían sido representadas anteriormente; por tanto, estas representaciones significaban que al menos a partir de esa dinastía los egipcios habían estado en contacto con pueblos que eran considerados étnicamente distintos de ellos".
Las representaciones de egipcios en el arte y utensilios se reproducen en ocasiones con pigmentos simbólicos, en lugar de realistas. Como resultado, los utensilios egipcios antiguos proporcionan a veces evidencias contradictorias y no concluyentes de la etnia de las personas que vivían en Egipto durante los tiempos dinásticos. Najovits afirma que "el arte egipcio representaba por un lado, a los egipcios y, por otro lado, a los nubios y otros negros, con características étnicas claramente diferentes. Además, representaba esto de forma abundante y a menudo agresiva. Los egipcios hicieron distinciones nacionales y étnicas con precisión, arrogancia y agresión desde una fecha muy temprana en su arte y literatura". Continúa diciendo que "hay una extraordinaria abundancia de obras de arte egipcias que claramente representan el contraste de egipcios de color marrón rojizo y nubios negros".

## La escultura y la esfinge
Este debate se caracteriza por la controversia sobre la Gran Esfinge de Guiza. Los estudiosos que apoyan la hipótesis del Egipto Negro revisaron las esculturas egipcias de todo el período dinástico y concluyeron que las esculturas eran consistentes con el fenotipo de la raza negra.
Numerosos estudiosos, como DuBois, Diop, Asante y Volney, han caracterizado la cara de la Esfinge como negra o negroide. Alrededor de 1785 Volney declaró: "Cuando visité la esfinge... al ver esa cabeza, típicamente negra en todas sus características, recordé...Heródoto dice: "... los egipcios... son negros con el pelo lanoso "..." Otra descripción temprana de una esfinge "negroide" se registra en las notas de viaje de un erudito francés, que visitó Egipto entre 1783 y 1785, Constantin-François Chassebœuf junto con el novelista francés Gustave Flaubert.
Se desconoce la identidad del modelo de la Gran Esfinge de Guiza. Prácticamente todos los egiptólogos y eruditos actualmente creen que el rostro de la Esfinge se asemeja al del Faraón Kefrén, aunque algunos egiptólogos y aficionados interesados han propuesto varias hipótesis diferentes.

## Utensilios de Qustul
Estudiosos del Instituto Oriental de la Universidad de Chicago excavaron en Qustul (cerca de Abu Simbel – Sudán moderno), en 1960-64, y encontraron utensilios que incorporaban imágenes asociadas a faraones egipcios. A partir de esto Williams concluyó que "la cultura del grupo A de Egipto y Nubia compartían la misma cultura oficial", "participaban en los desarrollos dinásticos más complejos", y "Nubia y Egipto formaban parte del gran sustrato de África Oriental". También escribió que Qustul en Nubia "bien podría haber sido la sede de la dinastía fundadora de Egipto". Diop utilizó esto como evidencia adicional para apoyar su hipótesis del Egipto Negro.
David O'Connor escribió que el quemador de incienso de Qustul proporciona evidencia de que la cultura nubia del grupo A en Qustul marcó el "cambio fundamental" del "arte monumental egipcio" del predinástico al dinástico. Sin embargo, "la mayoría de los eruditos no están de acuerdo con esta hipótesis", ya que los hallazgos más recientes en Egipto indican que esta iconografía se originó en Egipto no en Nubia, y que los gobernantes de Qustul adoptaron/emularon los símbolos de faraones egipcios. Estudios más recientes y amplios han determinado que los distintos estilos de cerámica, las diferentes prácticas de entierro, los diferentes bienes funerarios y la distribución de las obras indican que el pueblo naqada y el pueblo nubio de grupo A eran de diferentes culturas. Kathryn Bard afirma además que "los entierros culturales de Naqada contienen muy pocos bienes artesanales nubios, lo que sugiere que mientras que los bienes egipcios se exportaban a Nubia y se enterraban en tumbas del grupo A, los bienes del grupo A eran de poco interés más al norte ".